# 矿物绝缘电缆
矿物绝缘电缆（Mineral insulated cable），一种以铜护套包裹铜导体芯线，并以氧化镁粉末为无机绝缘材料隔离导体与护套的电缆，最外层可按需选择适当保护套。通称MICC或MI电缆。有一种类似的电缆以金属代替铜护套包裹芯线和绝缘材料，称为矿物绝缘金属护套电缆(Mineral insulated metal sheathed cable (MIMS Cable))。